# Lyla
Lyla è un brano della band inglese Oasis, primo singolo estratto dall'album Don't Believe the Truth, pubblicato il 16 maggio 2005, due settimane prima del lancio del disco.
Fa parte del greatest hits della band Stop the Clocks, del 2006 ed è presente nel videogioco FIFA 06.

## Influenze
La critica ha sottolineato le analogie con la canzone Confrontation Camp dei Soundtrack of Our Lives e, in misura minore, con Street Fighting Man dei Rolling Stones. Il primo verso della canzone, inoltre, ricorda molto uno dei La's.
Circa le svariate influenze della canzone Gallagher ha affermato che "è un po' come ... se i Soundtrack of Our Lives suonassero gli Who dopo aver bevuto una Skol in una città psichedelica nel cielo, o qualcosa del genere".
Noel ha anche scherzato sul testo, dicendo che Lyla è la sorella di Sally, menzionata nel singolo Don't Look Back in Anger del 1996.

## Genesi e responso
La canzone è stata scritta da Noel Gallagher, che l'ha variamente descritta come "concepita specificamente per il pogo", "fastidiosamente orecchiabile", e "la cosa più pop da Roll With It". Nel DVD dell'edizione speciale di Stop the Clocks ha detto a proposito del brano:
Come dichiarato da Noel, la canzone esisteva già sotto forma di una demo chiamata Sing, risalente alle registrazioni dell'album Heathen Chemistry, ma era stata accantonata fino all'ultimo minuto. La canzone avrebbe dovuto chiamarsi Smiler, ma si decise di cambiare nome perché la band in cui suonava Gem Archer, gli Heavy Stereo, avevano già pubblicato una canzone dallo stesso titolo.
L'insistenza della Sony, che intendeva a tutti i costi lanciare Lyla come primo singolo di Don't Believe the Truth, condusse la casa discografica a tensioni con la band, che non avrebbe rinnovato il contratto con la casa discografica dopo l'uscita dell'album.
Il brano trapelò su Internet verso la fine di marzo del 2005, alcune settimane prima della pubblicazione ufficiale (avvenuta a maggio), dopo la programmazione sull'emittente radiofonica polacca Radiowej Trójce. Fu poi diffuso l'11 aprile 2005 da alcune radio statunitensi.
Pubblicato il 16 maggio 2005, Lyla diventò, già a una settimana dalla pubblicazione, il settimo singolo degli Oasis piazzatosi al primo posto nel Regno Unito. Esordì poi al 31º posto nella Modern Rock Tracks chart statunitense, in cui raggiunse anche il 19º posto. Era dai tempi di Go Let It Out, piazzatosi nel 2000 alla 14ª posizione, che gli Oasis non comparivano in una classifica degli USA.

## Esibizioni dal vivo
Durante l'esibizione della band a Top of the Pops, nel maggio 2005, Liam Gallagher non fece mistero di cantare in playback, come da tradizione del programma. In alcuni frangenti si allontanò dal microfono e rimase con la bocca chiusa mentre Lyla proseguiva, creando un effetto comico. Fu l'ultima esibizione di Liam a Top of the Pops, prima della chiusura del programma, avvenuta verso la fine del 2006. Noel e il resto della band vi sarebbero ritornati qualche mese dopo per eseguire The Importance of Being Idle.
I Foo Fighters hanno realizzato una cover dal vivo della canzone il 23 agosto 2005, durante un'esibizione negli studi della BBC a Maida Vale, per il programma The Jo Whiley Show.

## Video
Il videoclip del brano, diretto da Tim Qualtrough, è ambientato nella Round Chapel di Hackney, nella East London. Nella clip la band si esibisce durante una festa in maschera.

## Tracce
- CD RKIDSCD 29

1. "Lyla" (Noel Gallagher) - 5:12
2. "Eyeball Tickler" (Gem Archer) - 2:47
3. "Won't Let You Down" (Liam Gallagher) - 2:48

- 7" RKID 29

1. "Lyla" (Noel Gallagher) - 5:12
2. "Eyeball Tickler" (Gem Archer) - 2:47

- DVD RKIDSDVD 29

1. "Lyla" - 5:14
2. "Lyla" (demo) - 5:29
3. "Can You See It Now?" (Documentario) - 9:22

## Formazione
- Liam Gallagher - voce, tamburello
- Noel Gallagher - chitarra solista, chitarra acustica, cori
- Gem Archer - chitarra ritmica, pianoforte
- Andy Bell - basso
- Zak Starkey - batteria

## Classifiche
| Classifica (2005)         | Posizione massima |
| ------------------------- | ----------------- |
| Australia                 | 23                |
| Austria                   | 38                |
| Belgio (Fiandre)          | 63                |
| Belgio (Vallonia)         | 60                |
| Canada                    | 4                 |
| Danimarca                 | 5                 |
| Finlandia                 | 3                 |
| Francia                   | 81                |
| Germania                  | 33                |
| Giappone                  | 12                |
| Irlanda                   | 5                 |
| Italia                    | 2                 |
| Norvegia                  | 10                |
| Paesi Bassi               | 52                |
| Regno Unito               | 1                 |
| Spagna                    | 3                 |
| Stati Uniti (alternative) | 19                |
| Stati Uniti (digital)     | 74                |
| Svezia                    | 18                |
| Svizzera                  | 26                |